# Xiuladora de les Samoa
La xiuladora de les Samoa (Pachycephala flavifrons) és un ocell de la família dels paquicefàlids (Pachycephalidae).

## Hàbitat i distribució
Habita boscos, selva i medi urbà a les illes Samoa occidentals de Savai'i i Upolu.